# La Malmaison
La Malmaison är en kommun i departementet Aisne i regionen Hauts-de-France i norra Frankrike. Kommunen ligger  i kantonen Neufchâtel-sur-Aisne som ligger i arrondissementet Laon. År 2022 hade La Malmaison 403 invånare.

## Befolkningsutveckling
Antalet invånare i kommunen La Malmaison
Referens: INSEE